# Ganga gorjagroga
La ganga gorjagroga (Pterocles gutturalis) és una espècie d'ocell de la família dels pteròclids (Pteroclididae) que habita planures obertes d'Àfrica oriental i Meridional, des d'Etiòpia, cap al sud, a través de Kenya, Tanzània, Zàmbia, nord de Namíbia, Zimbàbue i Botswana fins al nord de Sud-àfrica.